# Кисе Телин, Исаак
Исаак Кисе Телин (швед. Isaac Kiese Thelin; 15 сентября 1992, Эребру, Швеция) — шведский футболист конголезского происхождения, нападающий клуба «Мальмё» и сборной Швеции. Участник чемпионата мира 2018 года.

## Клубная карьера

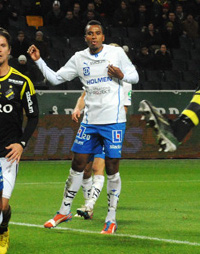
Кисе Телин в составе «Норрчёпинга»

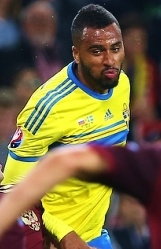
Исаак в составе сборной Швеции

Кисе Телин — воспитанник академии клуба «Карлслунд» из Эребру. В 2009 году он дебютировал за команду. На протяжении двух сезонов Исаак выступал за клуб в низших дивизионах Швеции. В 2011 году он перешёл в «Норрчёпинг». В первом сезоне Кисе Телин не смог выиграть конкуренцию и не появился на поле ни разу. 9 апреля 2012 года в матче против «Гётеборг» он дебютировал в Аллсвенскан лиге. 1 октября в поединке против ГАИСа Исаак забил свой первый гол за команду.
Летом 2014 года Кисе Телин перешёл в «Мальмё». 19 июля в матче против «Кальмара» он дебютировал за новый клуб. В этом же поединке Исаак забил свой первый гол за Мальмё. В матчах квалификационного раунда Лиги чемпионов Кисе Телин забил мячи в ворота пражской «Спарты» и латышского «Вентспилса» и помог команде выйти в групповой этап турнира.
В начале 2015 года Исаак перешёл во французский «Бордо». Сумма трансфера составила 3,5 млн евро. В матче против «Бастии» он дебютировал в Лиге 1. 28 февраля в поединке против «Реймса» Кисе Телин забил свой первый гол за жирондистов. В начале 2017 года Исаак на правах аренды перешёл в бельгийский «Андерлехт». 22 января в матче против «Сент-Трюйдена» он дебютировал в Жюпиле лиге, заменив Лукаша Теодорчика. 23 февраля, в рамках 1/16 финала Лиги Европы на последней минуте Телин забил гол в ворота «Зенита», чем принёс своей команде выход в следующий раунд. В своём дебютном сезоне он стал чемпионом Бельгии.
Летом 2017 года Телин был отдан в аренду в «Васланд-Беверен». 9 сентября в матче против «Эйпена» он дебютировал за новую команду. В этом же поединке Исаак забил свой первый гол за «Васланд-Беверен». 22 октября в поединке против «Зюлте-Варегем» он сделал «покер». Летом 2018 года Телин был отдан в аренду в немецкий «Байер». 25 августа в матче против мёнхенгладбахской «Боруссии» он дебютировал в немецкой Бундеслиге. В поединке Лиги Европы против болгарского «Лудогорца» Исаак забил свой первый гол за «Байер 04».

## Международная карьера
В 2015 году в составе молодёжной сборной Швеции Исаак выиграл молодёжный чемпионат Европы в Чехии. На турнире он сыграл в матчах против сборных Дании, Италии, Англии и дважды Португалии. В поединке против итальянцев Кисе-Телин забил гол.
15 ноября 2014 года в отборочном матче чемпионата Европы 2016 против сборной Черногории Кисе Телин дебютировал за сборную Швеции, заменив во втором тайме Эркана Зенгина. 15 ноября 2016 года в товарищеском матче против сборной Венгрии он забил свой первый гол за национальную команду.
В 2018 году Кисе-Телин принял участие в чемпионате мира в России. На турнире он сыграл в матчах против команд Южной Кореи, Германии, Мексики и Швейцарии.

### Голы за сборную Швеции
| #   | Дата             | Место                             | Противник | Счёт | Результат | Соревнование                     |
| --- | ---------------- | --------------------------------- | --------- | ---- | --------- | -------------------------------- |
| 01. | 15 ноября 2016   | Гроупама Арена, Будапешт, Венгрия | Венгрия   | 0:2  | 0:2       | Товарищеский матч                |
| 02. | 25 марта 2017    | Френдс Арена, Сольна, Швеция      | Беларусь  | 4:0  | 4:0       | Чемпионат мира 2018 квалификация |
| 03. | 10 сентября 2018 | Френдс Арена, Сольна, Швеция      | Турция    | 1:0  | 2:3       | Лига наций УЕФА 2018/2019        |

## Достижения
Командные
«Андерлехт»
- Чемпионат Бельгии по футболу — 2016/2017

Международные
Швеция (до 21)
- Молодёжный чемпионат Европы — 2015